# 24662 Gryll
24662 Gryll (1988 GS) là một tiểu hành tinh vành đai chính được phát hiện ngày 14 tháng 4 năm 1988 bởi A. Mrkos ở Klet.